# Teleutaea gracilis
Teleutaea gracilis là một loài tò vò trong họ Ichneumonidae.